# Vividred Operation
A Vividred Operation (ビビッドレッド・オペレーション; Bibiddoreddo Operéson; Hepburn: Bibiddoreddo Operēshon; vagy Vivid Red Operation) japán animesorozat, amelyet az A-1 Pictures készített Takamura Kazuhiro rendezésében. 2013. január 11. és 2013. március 29. között futott Japánban az MBS Animeism műsorblokkjában. Észak-Amerikában az Aniplex of America szerezte meg a forgalmazási jogokat. A történet egy utópisztikus közeljövőben játszódik, ahol minden energiaprobléma megoldódott a Dzsigen Engine-nek köszönhetően, azonban egy idegen erő, az alone felbukkanása veszélyezteti a békét. Egy tinédzser lánynak, Akanénak és barátainak kell felvenni velük a küzdelmet a Vivid Rendszer segítségével.
Az animén kívül két mangaadaptáció is megjelent az ASCII Media Works publikálásában. 2013 júniusában pedig egy PlayStation 3 videójáték is megjelent a Bandai Namco Gamestől.
Az anime vegyes fogadtatásban részesült, dicsérték az animációt és a technikai megoldásokat, kritikával illették azonban a sablonos szereplőket és témákat, illetve a történet hiányosságait.

## Cselekmény

A Vividred Operation főszereplői: balról jobbra Himavari, Vakaba, Aoi és Akane

A történet egy kissé futurisztikus világban játszódik, ahol béke honol köszönhetően a Dzsigen Engine-nek (示現エンジン; Dzsigen Endzsin; Hepburn: Jigen Enjin), egy erős generátornak, amely az égből nyeri az energiát és megoldott minden energiaproblémát 5 évvel a történet kezdete ezelőtt. Izu Ósima szigetén Issiki Akane, egy tinédzser lány békében és boldogságban él a családjával, azonban ezt az utópisztikus világot is fenyegeti valami: az alone (アローン; arón; Hepburn: arōn) nevű idegen erő. Akane nagyapja, Kendzsiró, egy tudós, aki a Dzsigen Engine megalkotója, egy kulcsot ad Akanénak, amivel beléphet a Vivid Rendszerbe (ビビッドシステム; Bibiddo Siszutemu; Hepburn: Bibiddo Shisutemu; Vivid System) és magára öltheti a palettakosztümöt (パレットスーツ; paretto szúcu; Hepburn: paretto sūtsu; pallet suits), ami különleges képességekkel ruházza fel. Akane barátaival, Aoival, Vakabával és Himavarival felveszi a harcot az alone-nal, hogy megvédje a világot.

## Szereplők

### Főszereplők
Issiki Akane (一色 あかね; Hepburn: Akane Isshiki)
Szinkronhangja: Szakura Ajane  (japán)
Akane a történet főhőse. Másodéves középiskolás diák, aki húgával és nagyapjával él Izu Ósima szigetén. Akane egy balesetben elvesztette az édesapját, édesanyja pedig a baleset óta kórházban fekszik. Hogy segítse a családot, másodállásban újságot hord ki a világ egyetlen repülő motorbiciklijén, amelyet nagyapja alkotott meg. Akane életvidám, energikus, becsületes és nagyon atletikus, viszont húgával ellentétben nem túl házias. Furcsa szokása, hogy minden ételre a család saját készítésű majonézét teszi. Mikor felbukkant az első alone, nagyapjától a piros színű kulcsot kapta, amivel beléphetett a Vivid Rendszerbe. Fegyvere egy bumeráng szerű eszköz, a Naked Rang (ネイキッドラング; Neikiddo Rangu, ’Csupasz Csengetés’). Akane képes ’dokkolni’ a többi Vivid-használóval, úgy, hogy homlokon csókolja őket, így sokkal erősebb formát vegyenek fel. A szüleivel történt baleset miatt Akane félt a magasságtól, de felülkerekedett rajta, hogy megmentse Aoit. Akane a sorozat folyamán nagy hangsúlyt helyez a többi lánnyal kialakított barátságára, és mindent megtesz, hogy megismerje és megmentse Reit.
Futaba Aoi (二葉 あおい; Hepburn: Aoi Futaba)
Szinkronhangja: Murakava Rie  (japán)
Aoi Akane osztálytársa és legjobb barátja. A Kék-szigetről (Blue Island) érkezett Ósimára orvosi kezelésre. Tehetős családból származik és szülei gyakran túl elfoglaltak, hogy Ósimára látogassanak. Akanéval egy időben kap hozzáférést a Vivid Rendszerhez, az ő színe a kék lesz, fegyvere pedig egy rakéta meghajtású kalapács, a Naked Impact (ネイキッドインパクト; Neikiddo Inpakuto, ’Csupasz Ütközés’). Amikor Akanéval ’dokkolnak’ a Vivid Blue-vá (ビビッドブルー; Bibiddo Burú; Hepburn: Bibiddo Burū) egyesülnek, aki Aoi Naked Impactjánál egy többször erősebb kalapáccsal rendelkezik.
Szaegusza Vakaba (三枝 わかば; Hepburn: Wakaba Saegusa)
Szinkronhangja: Ócubo Juka  (japán)
Vakaba egy elszánt kardvívó és az Új Ósima Akadémia Női Kendó Klubjának vezetője. Akane osztálytársa és egyben osztályelnök. Harcias és utál veszíteni, de szereti az aranyos dolgokat, amit többnyire Momo és Himavari felé mutatott gesztusaiban mutatkozik meg. Komolysága miatt kissé zavart tud lenni és általában ő húzza a rövidebbet. Ő is kap hozzáférést a Vivid Rendszerhez, mikor Akane oldalán kényszerül harcolni, színe a zöld lesz. Fegyvere egy kard, a Naked Blade (ネイキッドブレード; Neikiddo Burédo; Hepburn: Neikiddo Burēdo, ’Csupasz Penge’). Amikor Akanéval ’dokkolnak’ a Vivid Greenné (ビビッドグリーン; Bibiddo Gurín; Hepburn: Bibiddo Gurīn) egyesülnek, ami megnöveli Vakaba kardjának méretét és erejét.
Sinomija Himavari (四宮 ひまわり; Hepburn: Himawari Shinomiya)
Szinkronhangja: Ucsida Aja  (japán)
Himavari egy kiváló hacker és Akane osztálytársa. Mióta egy barátja elárulta, nem jár iskolába és a szobájából sem mozdul ki, helyette egy robotkamerán keresztül kövei az órákat. Azután kezdi újra látogatni az órákat, miután Akane segít neki megmenteni egy erőművet az alone-tól. Ezalatt kap belépést a Vivid Rendszerbe, színe a sárga lesz. Himavari az antropofóbia egy esetében szenved: nem ügyel az öltözködésére és a megjelenésére. Super hackerként PC-k és gépek rajongója, kedveli az üzemlátogatásokat és Kendzsiró munkáinak csodálója. Fegyvere a távirányítható robotokból álló Naked Collider (ネイキッドコライダー; Neikiddo Koraidá; Hepburn: Neikiddo Koraidā, ’Csupasz Ütköztető’), ami különböző funkciókkal rendelkezik, mint például visszaverő pajzsok megalkotása. Amikor Akanéval ’dokkolnak’ a Vivid Yellow-vá (ビビッドイェロー; Bibiddo Jeró; Hepburn: Bibiddo Yerō) egyesülnek, ami Himavari Naked Colliderjét még fejlettebbé teszi.
Kuroki Rei (黒騎 れい; Hepburn: Rei Kuroki)
Szinkronhangja: Ucsida Maaja  (japán)
Rei egy csendes lány Akane osztályában, aki gyakran egyedül van és az osztályon kívül nem beszél senkivel. Ennek ellenére szereti az állatokat és van egy Piiszuke (Piisuke) nevű arapapagája. Egy másik világból érkezett, amely feltételezhetően elpusztult a szüleivel együtt. Egy rejtélyes, fekete varjú alakját öltő lénnyel érkezett a Földre, aki megígérte neki, hogy ha az alone-okkal elpusztítja a Dzsigen Engine-t, akkor képes lesz visszaadni a világát. Egy fekete szárnyas íjjal rendelkezik, amellyel tüzes nyilat lőve az alone-ba, az egy sokkal erősebb formát vehet fel. A nyakán egy tollakból álló tetoválás található, a tollak száma jelzi, hogy még hány nyilat használhat fel, ha az utolsó toll eltűnik, ő maga is megszűnik létezni. Rei is rendelkezik a saját kulcsával, s miután Akane megmenti őt a varjú karmai közül, ’dokkolás’ után a Vivid Reddé (ビビッドレッド; Bibiddo Reddo) egyesülnek.

### Mellékszereplők
Issiki Momo (一色 もも; Hepburn: Momo Isshiki)
Szinkronhangja: Ógame Aszuka  (japán)
Momo Akane húga. Ötödik osztályos általános iskolai diák. Megbízható és gyakorlatias, jól főz és ő kezeli az Issiki család anyagijait. Mindig ő kelti a nővérét, és gyakran aggódik, amikor küldetésre megy.
Issiki Kendzsiró (一色 健次郎; Hepburn: Kenjirō Isshiki)
Szinkronhangja: Teraszoma Maszaki  (japán)
Kendzsiró Akane és Momo nagyapja és önjelölt őrült tudós. A Dzsigen Engine egyik feltalálója, aki Izu Ósimán, saját laborjában folytatja kutatásait. A család szegénységének egyik oka, hogy a kutatásai sok pénzt emésztenek fel, a másik pedig, hogy magát okolja a hét évvel ezelőtti balesetért, ezért nem kér pénzt a szabadalmaiért. Kendzsiró fejlesztette ki a Vivid Rendszert, amivel Akane és a többi lány harcolhat az alone ellen. Azonban egy félresikerült kísérlet nyomán az elméje egy plüss vidrába, Uszo-kunba (うそくん; Hepburn: Uso-kun) került át, így a sorozat jelentős részében ebben az alakban jelenik meg, míg testét egy hűtőszekrénybe tették megőrzésre.
Amagi Mizuha (天城 みずは; Hepburn: Mizuha Amagi)
Szinkronhangja: Jamazaki Haruka  (japán)
Mizuha a Nemzeti Védelmi Erők tisztje, aki a lányok házi tanítója is lesz.
Sidzsó Júri (紫条 悠里; Hepburn: Yūri Shijō)
Szinkronhangja: Doi Mika  (japán)
Júri a Dzsigen Engine üzemeltetéséért felelős vezető.
Issiki Masiro (一色 ましろ; Hepburn: Mashiro Isshiki)
Szinkronhangja: Nakamura Szakura  (japán)
Masiro Akane és Momo édesanyja, aki egy hét évvel ezelőtti üzemi baleset óta kórházban tartózkodik.

### Negatív szereplők

Egy alone Tokió felett

Crow (カラス; Karaszu; Hepburn: Karasu)
Szinkronhangja: Szonozaki Mie  (japán)
Az alone-ok és Rei közötti közvetítő, aki azzal áhítja Reit, hogy ha az alone-ok használatával elpusztítja a Dzsigen Engine-t, akkor visszahozza az elpusztult világát és a szüleit. Gyakran megfenyíti Reit, amiért kapcsolatot teremt az emberekkel. A sorozat jelentős részében egy varjú formájában jelenik meg és női hangon beszél, míg az utolsó két epizódban egy végső alone-ná, egy bukott angyallá változik.
Alone (アローン; Arón; Hepburn: Arōn)
Az alone egy rejtélyes idegen létforma, amely egy másik dimenzióból érkezett és mindig más formában jelenik meg. Céljuk, hogy elpusztítsák a Dzsigen Engine-t, ami a világ energiaszükségletének 95%-át fedezi, s így káoszt idézzenek elő. Ha Rei beléjük lő egy nyilat, akkor egy lényegesen erősebb és ellenállóbb formát vehetnek fel, amelyet rendszerint elektromágneses tér vesz körül. Mindegyik alone képes vörös lézereket lőni bármelyik részéből. Az alone megjelenése rendszerint gépies vagy absztrakt.

## Médiamegjelenések

### Manga
Egy négypaneles manga képsor Vividred Operation: The 4koma Viviop (ビビッドレッド・オペレーション The 4コマ びびおぺ; Hepburn: Bibiddoreddo Operēshon: Za Yonkoma Bibiope) címmel, Kotamaru illusztrálásában az ASCII Media Works Dengeki G’s Magazine-jának 2012 novemberi számában kezdte meg futását és a 2014 májusi számban fejeződött be. A fejezeteket tankóbon kötetekbe gyűjtve is kiadták, az első 2013. július 27-én, a második 2014. május 27-én jelent meg. Egy második mangasorozat, a Vividred Operation, amelyet Koume Keito illusztrált, a Dengeki G’s Magazine 2013 májusi számában debütált, és 2014 áprilisában fejeződött be. A manga első kötete már a magazinban való publikálás megkezdése előtt, 2013. február 27-én megjelent, a másodikat 2014. április 26-án adták ki.

### Anime
Az A-1 Pictures által készített animesorozat 2013. január 11. és 2013. március 29. között futott Japánban az MBS Animeism műsorblokkjában, illetve a televíziós adással párhuzamosan a Crunchyrollon és a Hulun online. A sorozatot Takamura Kazuhiro rendezte, aki a Strike Witches animén is dolgozott, a forgatókönyvet Josino Hirojuki írta, a szereplőket szintén Takamura Kazuhiro tervezte. Hidari és Redjuice (a Supercell tagja) készítette el a sorozat alapmunkáit. A sorozatot hat Blu-ray és DVD gyűjteménykötetben adták ki Japánban 2013. március 27. és 2013. augusztus 28. között. Észak-Amerikában az Aniplex of America adta ki DVD-n, angol felirattal 2013. december 17-én.

#### Zene
Az animesorozatban hat témazene hallható, egy nyitótéma és öt zárótéma. A nyitódal az Energy az Earthmindtól. Az öt zárótémát a főszereplők szinkronhangjai adják elő. A második epizód végén a We Are One hallható Szakura Ajane és Murakava Rie előadásában; a harmadik epizód végén a Stereo Colors hallható Szakura Ajane és Ócubo Juka előadásában; a negyedik epizód végén a Stray Sheep Story Szakura Ajane és Ucsida Aja előadásában, míg az ötödik epizód végén a Arifureta siavasze (ありふれたしあわせ; Hepburn: Arifureta shiawase) Ucsida Maajától. Az ötödik zárófőcímdal, a Vivid Shining Sky Szakura Ajane, Murakava Rie, Ócubo Juka, Ucsida Aja és Ucsida Maaja előadásában a hatodik epizódtól hallható.

### Videójátékok
A Vividred Operation: Hyper Intimate Power videójátékot a Banpresto fejlesztette és a Bandai Namco Games adta ki PlayStation 3-ra a PlayStation Networkön keresztül 2013. június 20-án. Egy minijáték Vividred Operation: Akane to Majotto Operation! (ビビッドレッド・オペレーション あかねとマヨっとオペレーション!; Vividred Operation: Mayonnaise Operation with Akane!) címmel 2013. március 28-án jelent meg PlayStation Networkre.

## Fogadtatás

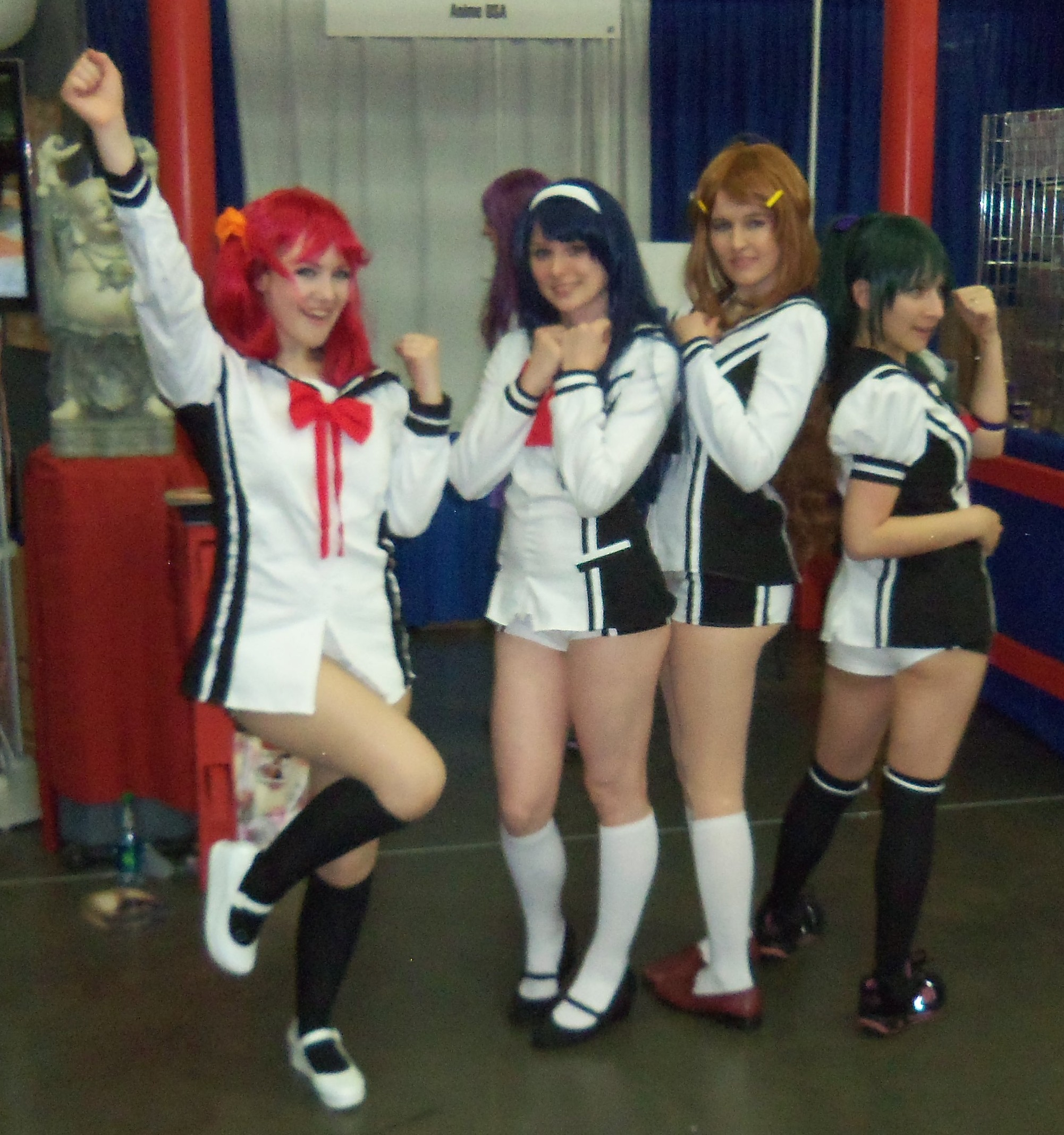
Vividred Operation cosplayesek (balról jobbra: Akane, Aoi, Himavari, Vakaba)

Carl Kimlinger az Anime News Networktől B+ osztályzatot adott a Vividred Operationnek az első hat epizód alapján. Elmondta, hogy a sorozat kivitelezése miatt könnyű élvezni a történet erősségeit, de nehéz tartani ellene a sok-sok gyengeséget. Dan Barnett az UK Anime Networktől 10-ből 8 pontot adott a sorozatnak, hozzátéve, hogy „nem lehet kihagyni”, bár nem eldönthető, hogy mégis milyen célközönség számára készült és azzal hígítja az élményt, hogy egyszerre próbál mindenkit megszólítani. A Vividred helyszínét kicsit furcsának találja, szerinte túl szelídnek fogják találni azok, akik kedvelték a hasonló, Strike Witches című sorozatot, ráadásul túl pikáns és férfibarát, ez pedig szembe helyezkedik a fiatal lányokból álló tradicionális mahó sódzso közönséggel. Az Anime-Planet kritikusa szerint a történet a túl közhelyes barátság témája körül forog, emellett sok a történeti hiányosság és a szereplők sem túl kidolgozottak. Az anime pozitívumaként az animációt emelte ki, összességében 4 pontot adott a 10-ből. Theron Martin (Anime News Network) pozitívumként emelte ki a zenei és technikai megoldásokat, kritizálta azonban a sokszor szükségtelen otaku központúságot és a meglehetősen sablonos történetet és szereplőket.

## Fordítás
Ez a szócikk részben vagy egészben  a   Vividred Operation című angol Wikipédia-szócikk ezen változatának fordításán alapul.  Az eredeti cikk szerkesztőit annak laptörténete sorolja fel. Ez a jelzés csupán a megfogalmazás eredetét és a szerzői jogokat jelzi, nem szolgál a cikkben szereplő információk forrásmegjelöléseként.